# 沼田康司
沼田 康司（ぬまた こうじ、1984年5月11日 - ）は、日本の元プロボクサー。東京都台東区出身。第46代日本ウェルター級王者。第30代OPBF東洋太平洋スーパーウェルター級王者。トクホン真闘ボクシングジム所属。

## 来歴
物心がつく前に両親が離婚し、3歳の時に杉並区の児童養護施設へ預けられる。
幼少期はサッカーに熱中し、サッカーのスポーツ推薦で高校に進学するが、在学中にボクシングに転向。
2002年10月10日、高校3年生の時に判定勝利でプロデビュー。
2005年10月26日、第19回KSD杯争奪B級トーナメントウェルター級決勝には8戦無敗で臨んだが、小野寺洋介山に判定負けとなった。
2006年4月1日、復帰戦で中川大資と対戦し、0-2の判定負けで連敗。
2006年12月9日、第3回B:Tight!ウェルター級決勝で11連勝中の養田竜輔に3RKO勝ちし、優勝を果たした。
2008年4月20日、宮崎県体育館にて湯場忠志が持つ日本ウェルター級王座に挑戦。アウェイながら4RKO勝ちで同王座を獲得した。
2008年9月9日、初防衛戦を山口裕司と行い、6RKO勝ちで防衛に成功。
2009年2月9日、2度目の防衛戦で日本同級2位の中川大資に0-3の判定負けを喫し、王座から陥落した。
2009年7月28日、ダン・ナサレノJr.（フィリピン）との再起戦。4RTKO負け。キャリア初のKO負けとなった。
2010年2月23日、日本ウェルター級8位として日本ウェルター級8位10位の出田裕一とウェルター級ノンタイトル10回戦を行い、8RTKO勝利を収めて再起を果たした。
2013年6月25日、後楽園ホールにてOPBF東洋太平洋スーパーウェルター級王者のチャーリー太田と対戦し、9回2分40秒KO負けを喫し王座獲得に失敗、試合後に引退を表明した。
2013年12月11日、引退を撤回した沼田は岡山翎洙とのスーパーウェルター級ノンタイトル8回戦に臨み、4回2分43秒KO勝ちを収め再起に成功した。
2014年3月11日、チャーリー太田の王座返上に伴い下川原雄大とOPBF東洋太平洋スーパーウェルター級王座決定戦を行ったが、1-1（115-113、113-115、114-114）の判定で引き分けた為、王座獲得に失敗、試合後に引退を表明した。
2014年6月28日、引退を撤回した沼田が同年8月18日に下川原と再戦することが発表された。
2014年8月18日、下川原雄大とOPBF東洋太平洋スーパーウェルター級王座決定戦を行い、10回30秒TKO勝ちを収め王座獲得に成功した。
2014年10月19日、沼田はJBCに引退届を提出し、OPBF東洋太平洋スーパーウェルター級王座も返上した。

## 戦績
- プロ - 31戦22勝（17KO）7敗2分

| 戦           | 日付           | 勝敗 | 時間     | 内容    | 対戦相手                           | 国籍           | 備考                                         |
| ------------ | -------------- | ---- | -------- | ------- | ---------------------------------- | -------------- | -------------------------------------------- |
| 1            | 2002年10月10日 | ☆    | 4R       | 判定3-0 | 高田孝太郎（古口）                 | 日本           | プロデビュー戦                               |
| 2            | 2003年01月21日 | ☆    | 4R       | 判定3-0 | 近藤清二（チャイナクイック渡辺）   | 日本           |                                              |
| 3            | 2003年07月18日 | ☆    | 1R       | KO      | 富樫友紀（オークラ）               | 日本           |                                              |
| 4            | 2004年01月26日 | ☆    | 4R       | 判定3-0 | 関大典（高崎）                     | 日本           |                                              |
| 5            | 2004年12月01日 | ☆    | 4R       | KO      | 大山剛士（野口）                   | 日本           |                                              |
| 6            | 2005年03月01日 | ☆    | 3R       | TKO     | 新井雅人（18古河）                 | 日本           |                                              |
| 7            | 2005年06月06日 | ☆    | 4R       | KO      | 寺田千洋（新日本タニカワ）         | 日本           |                                              |
| 8            | 2005年08月30日 | △    | 5R       | 判定1-1 | 十二村喜久（赤城）                 | 日本           |                                              |
| 9            | 2005年10月26日 | ★    | 6R       | 判定0-3 | 小野寺洋介山（オサム）             | 日本           | 2005年度B-tight!ウェルター級決勝             |
| 10           | 2006年04月01日 | ★    | 6R       | 判定0-2 | 中川大資（帝拳）                   | 日本           |                                              |
| 11           | 2006年08月19日 | ☆    | 4R       | KO      | 春山正太（ナカハマ）               | 日本           |                                              |
| 12           | 2006年10月21日 | ☆    | 4R       | 判定3-0 | 清田広大（協栄）                   | 日本           | 2006年度B-tight!ウェルター級決勝             |
| 13           | 2006年12月09日 | ☆    | 3R       | KO      | 養田竜輔（帝拳）                   | 日本           |                                              |
| 14           | 2007年03月05日 | ☆    | 8R       | 判定2-1 | ルイス・オカモト（相模原ヨネクラ） | 日本           |                                              |
| 15           | 2007年06月19日 | ☆    | 8R       | TKO     | 十二村喜久（赤城）                 | 日本           |                                              |
| 16           | 2007年12月04日 | ☆    | 5R       | TKO     | 上石剛（コーエイ工業小田原）       | 日本           |                                              |
| 17           | 2008年04月20日 | ☆    | 4R 2:13  | KO      | 湯場忠志（都城レオS）              | 日本           | 日本ウェルター級タイトルマッチ               |
| 18           | 2008年09月09日 | ☆    | 6R 2:11  | KO      | 山口裕司（JBスポーツ）             | 日本           | 日本ウェルター級王座防衛①                    |
| 19           | 2009年02月09日 | ★    | 10R      | 判定0-3 | 中川大資（帝拳）                   | 日本           | 日本ウェルター級王座陥落                     |
| 20           | 2009年07月28日 | ★    | 4R 1:58  | TKO     | ダン・ナサレノ                     | フィリピン     |                                              |
| 21           | 2010年02月23日 | ☆    | 8R 1:41  | TKO     | 出田裕一（ヨネクラ）               | 日本           |                                              |
| 22           | 2010年09月22日 | ★    | 10R      | 判定0-3 | 加藤壮次郎（協栄）                 | 日本           | 日本ウェルター級王座決定戦                   |
| 23           | 2011年06月07日 | ★    | 6R       | 棄権    | 塩谷智行（レパード玉熊）           | 日本           |                                              |
| 24           | 2012年06月19日 | ☆    | 1R       | KO      | ワンピチット・オーブンチャイ       | タイ           |                                              |
| 25           | 2012年10月01日 | ☆    | 1R 2:56  | KO      | 氏家福太郎（新日本木村）           | 日本           |                                              |
| 26           | 2012年12月17日 | ☆    | 7R 2:40  | TKO     | 田島秀哲（西遠）                   | 日本           |                                              |
| 27           | 2013年03月19日 | ☆    | 2R 2:52  | TKO     | 中堀剛（本多）                     | 日本           |                                              |
| 28           | 2013年06月25日 | ★    | 9R 2:40  | KO      | チャーリー太田（八王子中屋）       | アメリカ合衆国 | OPBF東洋太平洋ウェルター級王座決定戦         |
| 29           | 2013年12月11日 | ☆    | 4R 2:43  | KO      | 岡山翎洙（グリーンツダ）           | 日本           |                                              |
| 30           | 2014年03月11日 | △    | 12R      | 判定1-1 | 下川原雄大（角海老宝石）           | 日本           | OPBF東洋太平洋スーパーウェルター級王座決定戦 |
| 31           | 2014年08月18日 | ☆    | 10R 0:30 | TKO     | 下川原雄大（角海老宝石）           | 日本           | OPBF東洋太平洋スーパーウェルター級王座決定戦 |
| テンプレート |                |      |          |         |                                    |                |                                              |

## 獲得タイトル
- 第46代日本ウェルター級王座（防衛1）
- 第30代OPBF東洋太平洋スーパーウェルター級王座(防衛0=返上）